# 鍾廷森
丹斯里拿督斯里烏達瑪钟廷森（Tan Sri William Cheng Heng Jem，1943年—）籍貫广东潮阳，生於日佔昭南島（今新加坡），是一名马来西亚华人企业家，担任金狮集团主席和马来西亚中华工商联合会主席，由其名下企业生产的钢铁产量占了马来西亚钢铁总产量的60%，因此被尊称为“钢铁大王”， 其太太是香港名人及华语流行曲唱作人陈秋霞。

## 生平
目前金狮集团分別於新加坡和吉隆坡上市，自1992年钟延森进军中国市场以来，由钟廷森家族所持有13家上市公司，业务范围覆盖有钢铁、汽车、轮胎、电脑、百货公司、房地产、纸品等。

## 相關
- 百盛集團